# Arizona Village
Arizona Village ist ein Census-designated place im Mohave County im US-Bundesstaat Arizona. Das U.S. Census Bureau hat bei der Volkszählung 2020 eine Einwohnerzahl von 1.057 auf einer Fläche von 2,7 km² ermittelt. 
Die Bevölkerungsdichte liegt bei 391 Einwohnern pro km². 
Arizona Village befindet sich östlich der Arizona State Route 95.